# Denís Garmash
Denís Viktórovich Garmash (en español: Денис Вікторович Гарма́ш, Denys Viktorovych Harmash; Milove, óblast de Lugansk, Ucrania SSR, Unión Soviética, 19 de abril de 1990) es un jugador ucraniano de fútbol que juega como mediocampista para el F. C. Metalist 1925 Járkiv de la Liga Premier de Ucrania.

## Selección nacional
Ha sido internacional con la selección de fútbol de Ucrania con la que ha jugado 30 partidos internacionales. El 7 de octubre de 2011 hizo su debut en la victoria por 3 a 0 contra la selección de fútbol de Bulgaria en un partido amistoso.

## Clubes
| Club                       | País    | Año       |
| -------------------------- | ------- | --------- |
| F. C. Dinamo de Kiev       | Ucrania | 2007-2023 |
| Çaykur Rizespor (cedido)   | Turquía | 2020      |
| N. K. Osijek               | Croacia | 2023-2024 |
| F. C. Metalist 1925 Járkiv | Ucrania | 2024-     |

## Palmarés

### Títulos nacionales
| Título                  | Club                 | País    | Año     |
| ----------------------- | -------------------- | ------- | ------- |
| Supercopa de Ucrania    | F. C. Dinamo de Kiev | Ucrania | 2009    |
| Supercopa de Ucrania    | F. C. Dinamo de Kiev | Ucrania | 2011    |
| Copa de Ucrania         | F. C. Dinamo de Kiev | Ucrania | 2013-14 |
| Liga Premier de Ucrania | F. C. Dinamo de Kiev | Ucrania | 2014-15 |
| Copa de Ucrania         | F. C. Dinamo de Kiev | Ucrania | 2014-15 |
| Liga Premier de Ucrania | F. C. Dinamo de Kiev | Ucrania | 2015-16 |
| Supercopa de Ucrania    | F. C. Dinamo de Kiev | Ucrania | 2016    |
| Supercopa de Ucrania    | F. C. Dinamo de Kiev | Ucrania | 2018    |
| Supercopa de Ucrania    | F. C. Dinamo de Kiev | Ucrania | 2019    |
| Supercopa de Ucrania    | F. C. Dinamo de Kiev | Ucrania | 2020    |
| Liga Premier de Ucrania | F. C. Dinamo de Kiev | Ucrania | 2020-21 |
| Copa de Ucrania         | F. C. Dinamo de Kiev | Ucrania | 2020-21 |

| Título          | Club (*)       | País    | Año  |
| --------------- | -------------- | ------- | ---- |
| Eurocopa Sub-19 | Ucrania sub-19 | Ucrania | 2009 |

(*) Incluyendo la selección.